# The Walking Dead: A Ascensão do Governador
The Walking Dead: A Ascensão do Governador (no original, em inglês: The Walking Dead: Rise of the Governor) é um romance pós-apocalíptico e terror escrito por Robert Kirkman e Jay Bonansinga, e lançado nos Estados Unidos em 11 de outubro de 2011. O romance é um spin-off da série de quadrinhos The Walking Dead e explora a história mais afundo de um dos personagens mais infames da série, O Governador. A Ascensão do Governador é o primeiro de uma trilogia de romances. A quarta temporada de The Walking Dead utiliza enredos do romance, a família Chalmers em particular.

## Enredo
Sempre olhei para as coisas como se Rick e o Governador fossem os dois lados da mesma moeda. Se Rick tivesse seguido um determinado caminho, ele poderia ter acabado exatamente como aquele cara. E então eu tinha uma história em mente de como ele se tornou aquele cara e o que o fez ser uma pessoa tão ruim.— Robert Kirkman discutindo o início geral do enredo de A Ascensão do Governador com comparações das histórias em quadrinhos.

A história se inicia com Philip Blake, sua filha Penny, seu irmão Brian e os amigos Nick Parsons e Bobby Marsh refugiados no condomínio privado de Wiltshire Estates. Eles planejam viajar para Atlanta, onde uma suposta zona de segurança foi montada. Um zumbi sai de seu esconderijo e morde Bobby, matando-o. Atormentados, os membros restantes do grupo vão embora.
Uma vez em Atlanta, eles encontram a cidade dominada pelos mortos. O grupo foge freneticamente de uma grande quantidade de mortos-vivos até que eles ouvem uma voz chamando-os de um prédio. A voz pertence a April Chalmers, que lhes permite entrar em seu apartamento onde mora com seu pai David e sua irmã Tara.
David morre e se transforma sem ter sido mordido. Depois de Philip matar David, a tensão cresce entre ele e Tara. Philip e seu grupo ajuda-os a expandir-se para os níveis superiores do prédio para obterem alimentos e suprimentos de lojas nas proximidades. Brian se torna mais confiante durante sua estadia no apartamento. Ele se voluntaria para limpar os andares superiores do prédio com Philip e Nick. O arranjo de vida era perfeito. Philip começa um relacionamento com April e Penny passa a vê-la como uma figura materna até Philip sair do controle e abusar sexualmente de April. Porém na manhã seguinte, April desaparece, e Tara força o grupo a deixar o prédio sob a mira de uma arma.
A família Black e Nick, após se refugiarem em um shopping e deixarem Atlanta, encontram uma grande casa no topo de uma colina e decidem ficar lá por um tempo. Um grupo desconhecido surge e obriga-os violentamente a sair da casa. Um tiroteio começa, e quando Brian foge com Penny em seus braços, ela é baleada e morta. Philip alcança  dois atiradores e cruelmente os tortura como um ato de vingança. Nick e Brian descobrem as vítimas torturadas e ficam horrorizados com o que Philip fez. Philip se recusa a matar Penny transformada e isso faz ocorrer uma preocupação em Nick, pois ele acredita que Philip está “impedindo a alma de Penny de seguir em frente”. No entanto, com algum convincente, Nick concorda em manter Penny com o grupo e eles seguem viagem. Após percorrerem quilômetros atrás de um lugar seguro, eles avistam dois homens chamados Bruce e Gabe montando guarda em um dos muros de uma cidade chamada Woodbury.
Em Woodbury, não há muita ordem ou respeito entre os cidadãos, onde a pequena população é liderada por um grupo restante de soldados da Guarda Nacional sob o comando do Major Gene Gavin. Depois de prender Penny em uma área arborizada nas proximidades, os três homens são admitidos na cidade. Philip consegue infiltrar Penny em seu apartamento durante à noite, e sua instabilidade mental torna-se demais para Nick e Brian. Em uma consulta com o Dr. Stevens e sua assistente Alice Warren, Philip é orientado a fugir do lugar pelo médico, pois tudo que ele via não era o que ele pensava que fosse.
Durante uma noite, Brian e Nick descobrem que Philip estava tentando assassinar uma garota local na floresta. Nick mata Philip, e acidentalmente a garota, em uma tentativa de parar com sua loucura, e após isso, Brian dispara contra Nick até a morte.
Mentalmente e emocionalmente exausto, Brian deixa os corpos para os zumbis, e começa a planejar o que irá fazer agora que está sozinho.
Depois de ser levado para uma reunião da cidade, Brian descobre que o Major Gavin está tentando fazer com o que todos os seus cidadãos "puxassem seu próprio peso", e se alguém se recusar, seria alvejado. Um homem que taxa a ideia como ridícula e tenta deixar a reunião, é imediatamente morto por Gavin. Brian incorpora algo fora de seu ser normal, e interpreta uma personalidade cruel, onde friamente atira e mata Gavin. Eventualmente, os cidadãos de Woodbury ficam ao seu lado, dentre eles Caesar Martinez, que pergunta seu nome e Brian responde: "Philip Blake".

## Personagens
- Grupo Principal
  - Brian Blake
  - Philip Blake
  - Penny Blake
  - Nick Parsons
  - Bobby Marsh
- Família Chalmers do Complexo em Atlanta
  - April Chalmers
  - Tara Chalmers
  - David Chalmers
- Sobreviventes da Vila Peach
  - Tommy
  - Shorty
  - Sonny
  - Cher
  - Possivelmente outros invasores invisíveis
- Moradores de Woodbury
  - Major Gene Gavin
  - Gabe
  - Bruce Cooper
  - Dr. Stevens
  - Caesar Martinez
  - Alice
  - Bob
  - Detroit
  - Filha de Jim Bridges

## Recepção
Examiner.com disse:
Um excelente companheiro para os quadrinhos de The Walking Dead. A história é enriquecida pelo formato do romance, e a caracterização do vilão mais odiado da série é algo que nenhum fã vai querer perder.